# Токарєв Володимир Павлович
Володи́мир Па́влович То́карєв (нар. 1931, Одеса — дата смерті невідома) — радянський, український шахіст, майстер спорту СРСР (1960), бронзовий призер чемпіонату України із шахів 1952 року.

## Біографія
Володимир Токарєв проживав в Одесі та виступав на ДСТ «Авангард». Його шаховим тренером був Самуїл Котлерман.

У 1952 році він здобув бронзову медаль чемпіонату України.
У 1959 році разом з Леонідом Штейном, Владленом Зураховим та Юрієм Зіміним розділив 2-5 місця у чемпіонаті ДСТ «Авангард», що проходив у Києві.
У 1960 році отримав звання майстра спорту СРСР.
У 1965 році став переможцем (спільно з Юхимом Лазарєвим) чемпіонату ДСТ «Авангард».

## Турнірні результати

### Результати виступів у чемпіонатах України
Володимир Токарєв зіграв у п'яти фінальних турнірах чемпіонатів України, набравши загалом 38 очок з 80 можливих (+29-33=18).
| Рік  | Місто       | Турнір                            | + | − | = | Результат | Місце   |
| ---- | ----------- | --------------------------------- | - | - | - | --------- | ------- |
| 1951 | Київ        | 20-й чемпіонат України            | 6 | 9 | 2 | 7 з 17    | 12 — 15 |
| 1952 | Київ        | 21-й чемпіонат України            | 7 | 3 | 5 | 9½ з 15   | Bronze  |
| 1954 | Київ        | 23-й чемпіонат України            | 7 | 8 | 3 | 8½ з 18   | 11 — 13 |
| 1963 | Київ        | 32-й чемпіонат України            | 4 | 8 | 5 | 6½ з 17   | 15      |
| 1971 | Донецьк     | 40-й чемпіонат України            | 5 | 5 | 3 | 6½ з 13   | 23 — 34 |
| 1988 | Сімферополь | півфінал 57-го чемпіонату України | 5 | 7 | 2 | 6 з 14    | 11 — 12 |

### Інші турніри
| Рік  | Місто  | Турнір                            | + | − | = | Результат | Місце  |
| ---- | ------ | --------------------------------- | - | - | - | --------- | ------ |
| 1953 | Москва | Чвертьфінал 21-го чемпіонату СРСР |   |   |   | 6½ з 15   | 9 — 10 |
| 1959 | Київ   | 2-й фінал ДСТ «Авангард»          | 7 | 4 | 4 | 9 з 15    | — 5    |
| 1965 | Київ   | 8-й фінал ДСТ «Авангард»          | 7 | 2 | 4 | 9 з 13    | — 2    |
| 1968 | Київ   | 11-й фінал ДСТ «Авангард»         |   |   |   | 5½ з 13   | 12     |
| 1973 | Київ   | 16-й фінал ДСТ «Авангард»         |   |   |   | 4½ з 13   | 12     |